# Brasserie Duvel
La Brasserie Duvel (prononcé [ˈdy.vəl]) est une brasserie située à Breendonk dans la commune de Puers-Saint-Amand en Belgique. Elle produit principalement les bières Duvel, Maredsous et Vedett. Elle fait partie du groupe brassicole Duvel Moortgat.

## Historique
La brasserie Moortgat fut fondée en 1871 par Jan-Leonard Moortgat. Après la Première Guerre mondiale, les Moortgat nommèrent leur bière Victory Ale (« la bière de la victoire ») pour commémorer la fin de la guerre. Mais durant les années 1920, la bière fut surnommée nen echten duvel (« un vrai diable ») et la bière fut finalement renommé « Duvel ». Elle est devenue la bière vedette de la brasserie.
Elle brasse et commercialise les bières Duvel, la pils de luxe Bel Pils (lancée en 1930), la Vedett (créée en 1945 par Albert Moortgat, le fils de Jan) et la bière d'abbaye Maredsous (depuis 1963).
Actuellement, la quatrième génération de la famille Moortgat dirige la brasserie qui a pris le nom de sa bière principale, la Duvel.
La brasserie fait partie de l'association brassicole Belgian Family Brewers.

## Bières

### Duvel
La Duvel est une bière blonde de haute fermentation née en 1923. Son nom vient de l'expression nen echten duvel (« un véritable diable »). C'est actuellement la marque vedette de la brasserie. C'est une bière triple avec un degré d'alcool de 8,5° dans des bouteilles de 33 cl et de 75 cl.

### Maredsous 6° blonde

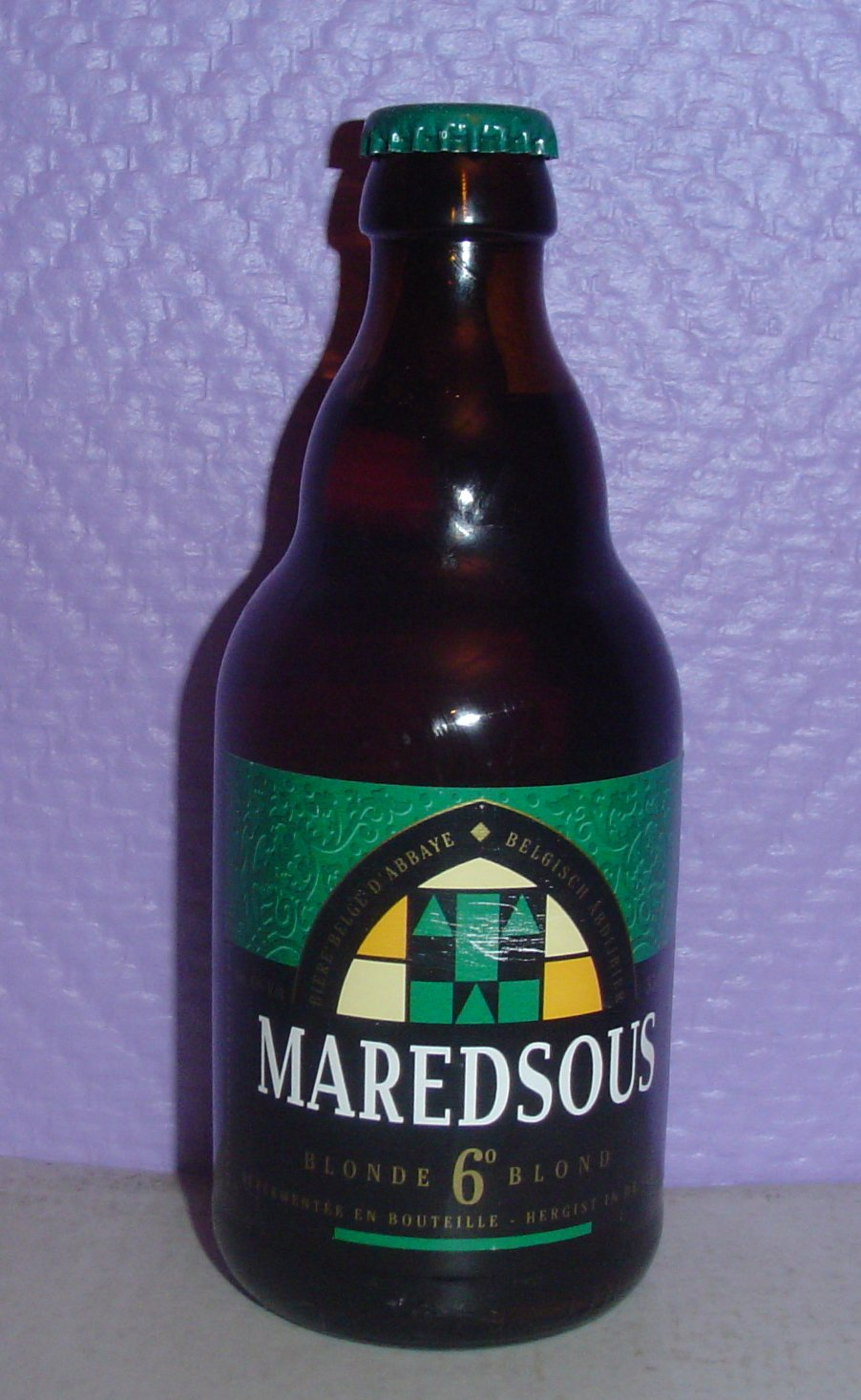
Bouteille de 33 cl de Maredsous.

La Maredsous 6 est une bière blonde de fermentation haute blonde filtrée avant la mise en bouteille, ce qui lui donne une grande limpidité. Comme toutes les Maredsous, elle mûrit en cave pendant deux mois avant d'être commercialisée. Elle possède un degré d'alcool de 6° et elle est conditionnée en bouteille de 33 cl et de 75 cl.

### Maredsous 8° brune
La Maredsous 8 est une bière brune de fermentation haute. Comme toutes les Maredsous, elle mûrit en cave pendant deux mois avant d'être commercialisée. Elle possède un degré d'alcool de 8° et elle est conditionnée en bouteille de 33 cl et de 75 cl.

### Maredsous 10° triple
La Maredsous 10 est une bière à triple fermentation. Comme toutes les Maredsous, elle mûrit en cave pendant deux mois avant d'être commercialisée. Elle possède un degré d'alcool de 10° et elle est conditionnée en bouteille de 33 cl et de 75 cl.

### Bel Pils
La Bel Pils est une pils belge confectionnée avec du houblon de Saaz mise en bouteille après un mois de vieillissement, ce qui en fait une bière jeune et rafraichissante. En bouteille, elle doit être conservée à 3 °C et consommée dans l'année. Elle a été créée en 1930 sous le nom « Extra Blond », puis s'est appelée « Extra Pilsner » de 1976 à 1993 avant de recevoir son nom actuel. Elle possède un degré d'alcool de 5° et elle est conditionnée en bouteille de 25 cl.

### Vedett
La Vedett est une pils créée en 1945, confectionnée avec du houblon de Saaz et commercialisée essentiellement en Belgique ; on la trouve également en Grande-Bretagne. Des photos de consommateurs de Vedett, prises dans des bars ou lors d'événements, sont utilisées pour illustrer les étiquettes des bouteilles. Depuis les années 1970, le groupe Duvell Moortgat ne la soutenait plus du tout commercialement. On en buvait juste encore dans quelques cafés de la région de Breendonck (siège du groupe).
C’est Frédéric Nicolay, le roi des cafés et restos branchés de la capitale qui l’exhumera de l’oubli. Il la remarque lors d’un de ses passages à la brasserie et décide la lancer dans ses cafés. Cette bière devient vite aussi branchée que les établissements qui la servent. « Alors qu’on n’avait fait aucune publicité, on s’est rendu compte avec surprise qu’elle rencontrait du succès », explique Michel Moortgat. En mai 2003, le brasseur décide d’exploiter le potentiel de cette marque et la relance. La bouteille et le graphique de l’étiquette sont légèrement modernisés mais le caractère rétro est soigneusement préservé. On ajoute la fameuse photo et on choisit une mascotte pour coller à l’image d’autodérision véhiculée par la marque : le pingouin. Le succès ne se fait pas attendre. Entre 2003 et 2004, Moortgat double ses ventes. En mai 2004, la bière fait aussi son entrée dans la grande distribution (Delhaize). Elle possède un degré d'alcool de 5,2° et elle est conditionnée en bouteille de 33 cl.

## Autres brasseries du groupe Duvel Moortgat en Belgique
- Brasserie d'Achouffe
- Brasserie De Koninck
- Brasserie Liefmans